# Black Dog
Black Dog je splitski heavy metal sastav, osnovan 1. svibnja 1982. godine. Osnovao ga je Dejan Katalenić (Witchcraft), Marijo Kuzmić (Osmi putnik), Srećko Remetin Jovović. Ime je dobio po Kuzmićevoj najdražoj pjesmi Led Zeppelina. Sastav je bio aktivan pod imenom Black Dog do 1986., kada mjenja ime u Redline. To je bio prvi Hrvatski heavy metal sastav koji je pjevao na engleskom jeziku, koji je imao stabilniju postavu(bez puno brzih izmjena članova). Godine 1983. zajedno su s rock sastavom Kineski Zid dobili 5 zvjezdica, najveću moguću ocjenu od žirija za tadašnji Splitski školski list Omladinska Iskra. Godine 1983. snimili su i jedan demoalbum s 4 njihove pjesme, na engleskom jeziku, album je snimljen na Radio Splitu. Datum osnivanja benda Black Dog ujedno svojata i bend Evil Blood također iz Splita, no freelance novinar Adrian Lukin je u razgovoru sa svim članovima sastava Evil Blood (koji su bili članovi od početka sastava do 1989.), osim s Denisom Gabrićom i u razgovoru s članovima Black Doga i drugih Splitskih bendova, ustanovio da je točan datum osnutka sastava Evil Blood zapravo nekih 3 mjeseca nakon svibnja 1982. i da je Denis Gabrić bio jedini član sastava sve do 1983. i također potvrđuju da niti jedan član naveden u sastavu Black Dog nije bio član benda Evil Blood, kao što tvrdi Denis Gabrić.

## Diskografija[3]
Black Dog EP (2020)

## Članovi sastava
Prvi sastav
- Vice Pavlov - Vokal (1982. – 1983.)
- Dejan Katalenić "Dejo" - Gitara (1982. – 1986.)
- Srečko Remetin Jovović - Bas Gitara (1982. – 1983.)
- Marijo Kuzmić (Osmi putnik) - Bubnjevi (1982. – 1985.) Vokal (1983.)

Ostatali članovi
- Dean Bakota - Vokal (1984. – 1985.)
- Bojan Antolić Božo (Osmi putnik) - Gitara (1984. – 1985.)
- Davor Gradinski (Osmi putnik) - Bas Gitara (1983. – 1985.)
- Igor Makić (Osmi putnik) - Gitara (1985. – 1986.)
- Srečo Silić - Bas Gitara (1985. – 1986.)
- Veljko Radovniković - Bubnjevi (1985. – 1986.)
- Dragan Kero - Vokal (1985. – 1986.)